# Corneilla-la-Rivière
Corneilla-la-Rivière is een gemeente in het Franse departement Pyrénées-Orientales (regio Occitanie). De plaats maakt deel uit van het arrondissement Perpignan. Corneilla-la-Rivière telde op 1 januari 2022 2.013 inwoners.

## Geografie
De oppervlakte van Corneilla-la-Rivière bedroeg op 1 januari 2022 11,9 vierkante kilometer; de bevolkingsdichtheid was toen 169,2 inwoners per km².

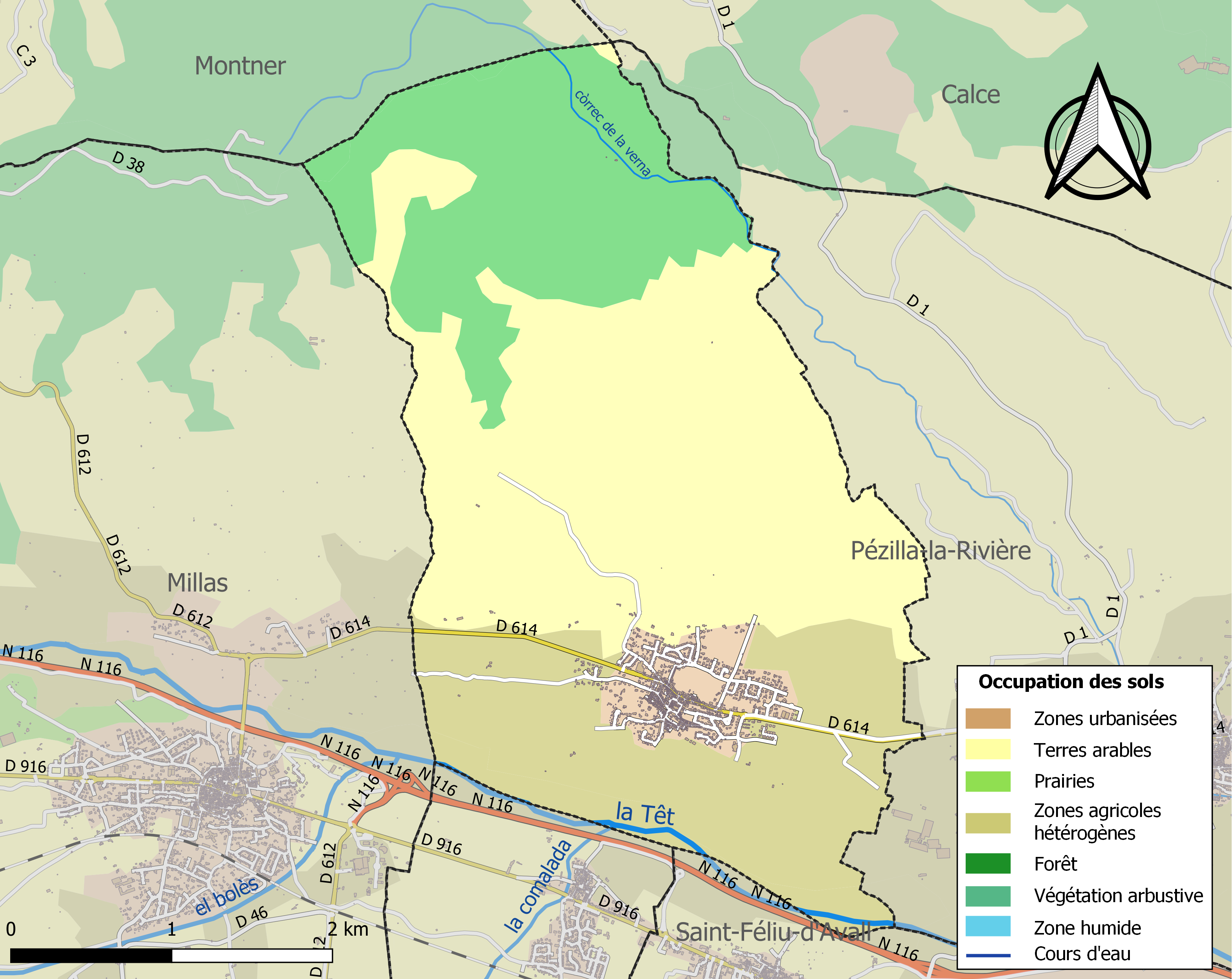
Kaart van de gemeente met de belangrijkste infrastructuur, bodemgebruik en omliggende gemeenten

## Demografie
Onderstaande figuur toont het verloop van het inwonertal (bron: INSEE-tellingen).